# قسطنطين العاشر دوكاس
قسطنطين العاشر دوكاس (باليونانية: Κωνσταντίνος Ι΄ Δούκας أو Kōnstantinos X Doukas)‏ (1006- مايو 1067) كان إمبراطورًا بيزنطيًا بين 1057 وحتى 1067.